# MAS 38
Le pistolet-mitrailleur MAS 1938 est une arme conçue avant la Seconde Guerre mondiale par la manufacture d'armes de Saint-Étienne pour les Forces armées françaises. Il ne fut cependant jamais employé en grand nombre par celle-ci, le MAT 49 lui succédant dès 1950.

## Historique
Après avoir conçu un premier pistolet-mitrailleur en 1935, la Manufacture d’armes de Saint-Étienne conçoit en 1938 une seconde arme issue de ce modèle, qui prend le nom de MAS 1938. L’arme est toutefois refusée par l’armée française dès la première présentation, celle-ci estimant ne pas avoir besoin d’une arme de ce type. La production reste donc limitée est uniquement distribuée à la police française.
L’armée change d’avis après le déclenchement de la Seconde Guerre mondiale en 1939. L’arme étant toutefois complexe, sa production prend du temps et il n’est pas possible de fournir suffisamment d’exemplaires avant la capitulation française. Après celle-ci, les exemplaires produits sont récupérés par la Wehrmacht, qui le distribue à ses troupes de garnison. En parallèle, la production continue, d’abord pour fournir l’armée d'armistice puis, a échelle réduite, avec la Libération de la France (1 450 unités au dernier trimestre de 1944 au lieu de 3 000 prévus.) et après la fin de la Seconde Guerre mondiale, pour équiper les troupes combattant en Indochine. La production prend fin en 1949.

## Description
Le MAS 1938 est un pistolet-mitrailleur de conception sophistiquée, ce qui lui offre un certain nombre d’avantages, au prix toutefois d’une grande complexité tant en production qu’en entretien. L’une de ses particularité est le logement du ressort récupérateur dans la crosse, ce qui permet de limiter la longueur totale de l’arme à 623 mm, plus court que ses concurrents. Cela rend toutefois l’arme plus difficile à entretenir et réparer. Parmi les autres points positifs, le puits de chargement est muni d’un clapet qui se ferme quand le magasin est retiré, permettant d’empêcher aux saletés d’entrer dans l’arme.
L’un des plus grands inconvénients de l’arme est toutefois sa cartouche de 7,65 × 20 mm Long. Celle-ci a l’avantage d’être précise, mais est en revanche peu puissante et a été rapidement rendue obsolète par la généralisation du 9 mm dans les pistolets-mitrailleurs. Elle n’a été utilisée qu’en France, ce qui n’a pas favorisé sa diffusion à l'étranger .